# 矮生黄鹌菜
矮生黄鹌菜（学名：Youngia depressa）为菊科黄鹌菜属下的一个种。

## 扩展阅读
- 維基物種上的相關：矮生黄鹌菜